# Route 85 (Ontario)
Pour les articles homonymes, voir Route 85.
La route 85 est une route provinciale de l'Ontario, située dans le sud de la province, plus précisément dans la région de Kitchener-Waterloo. Elle possède une longueur de 10 kilomètres.

## Description du Tracé

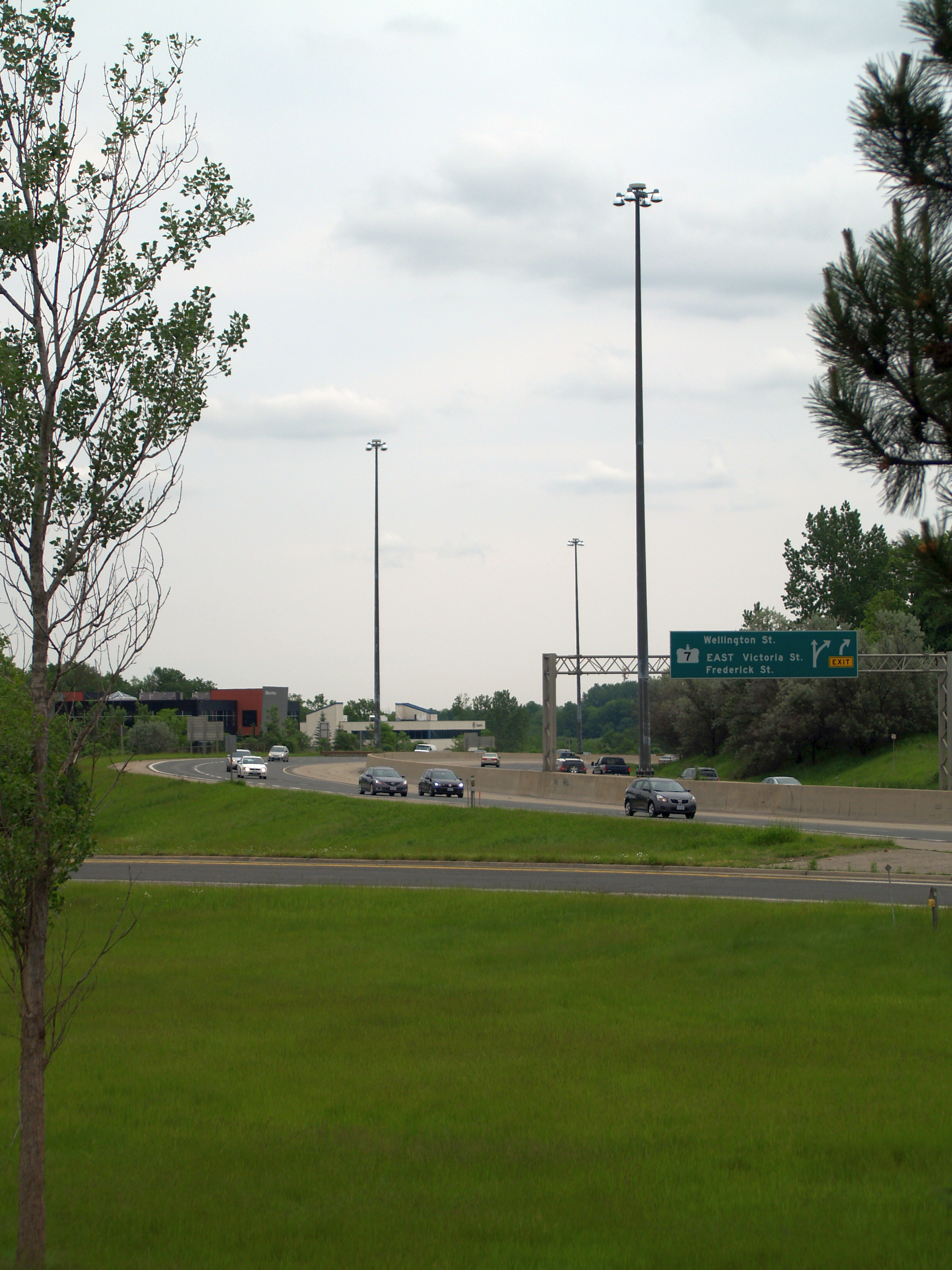
La route 85, direction sud, se termine sur la Route 7, au nord-est du centre-ville de Kitchener.

La route 85 possède les caractéristiques d'une autoroute sur toute sa longueur. En effet, elle est la suite de la Route 7 (Canestoga Pkwy), qui elle possède les caractéristiques d'une autoroute en contournant Kitchener.
 Bref, la Route 85 débute au nord-est du centre-ville de Kitchener, alors que la route 7 quitte l'autoroute pour se diriger vers l'est alors qu'elle laisse sa place à la route 85, suite de la Canestoga Pkwy. Elle se dirige vers le nord-ouest en possédant de nombreux tournants et de nombreux échangeurs menant vers Waterloo. C'est à l'échangeur avec King St. Que se termine la route provinciale 85, continuant en tant que route locale 85 en direction d'Elmira. 

## Échangeurs/Sorties
Tous les intersections suivantes sont des échangeurs. De plus, les sorties ne sont pas numérotées, donc le numéro est approximatif.
| Route 85  |     |     | |                                                                             |
| Ville     | km  | #   | Destinations                                                                                                  | Notes                                                                       |
| Kitchener | 0   | (0) | R-7 , Guelph, Cambridge, Stratford; vers R-8 et A-401 , Toronto, London/ Victoria St., Kitchener centre-ville | Début de la route 85, suite de la Route 7 et de la Canestoga Pkwy           |
| Kitchener | 0.4 | 1   | Wellington St. Ouest, Kitchener                                                                               |                                                                             |
| Kitchener | 2.1 | 2   | Lancaster St., Kitchener, Waterloo                                                                            | Sortie incomplète: Entrée nord et sortie sud seulement                      |
| Waterloo  | 2.9 | 3   | Bridgeport Rd. (Route locale 20), Waterloo, Conestogo                                                         |                                                                             |
| Waterloo  | 4.3 | 4   | University Ave. (Route locale 57), Waterloo                                                                   |                                                                             |
| Waterloo  | 6.7 | 7   | King St. (Route locale 15), Waterloo                                                                          |                                                                             |
| Waterloo  | 7.9 | 8   | Northfield Dr. (Route locale 50), Waterloo, Conestogo                                                         |                                                                             |
| Waterloo  | 9.8 | 10  | King St. (Route locale 15), St. Jacobs, St. Clements                                                          | Fin de la provinciale de l'Ontario 85; continue en tant que route locale 85 |